# Alger Arbour
Pour les articles homonymes, voir Arbour.
Temple de la renommée : 1996
Alger Joseph Arbour (né 1er novembre 1932 à Sudbury en Ontario au Canada — mort le 28 août 2015 à Sarasota, dans l'état de la Floride aux États-Unis) est un joueur professionnel de hockey sur glace en Amérique du Nord. Après sa carrière de joueur, il devient entraîneur de hockey sur glace dans la Ligue nationale de hockey.

## Carrière de joueur
Arbour commence sa carrière en professionnel en 1949 dans la Ligue internationale de hockey. Deux saisons plus tard, il rejoint l’Association de hockey de l’Ontario et les Spitfires de Windsor. Il joue dans plusieurs ligues mineures avant de rejoindre la Ligue nationale de hockey en jouant pour les Red Wings de Détroit en 1953. Il gagne sa place au sein de l’effectif de la franchise des Red Wings en 1956 mais ne joue que deux saisons de plus avant de rejoindre les Black Hawks de Chicago.
Trois saisons plus tard, il joue avec les Maple Leafs de Toronto mais il partage alors son temps entre la LNH et la Ligue américaine de hockey avec l’équipe des Americans de Rochester. En 1965, il reçoit le trophée Eddie-Shore en tant que meilleur défenseur de la LAH.
En 1968, après avoir joué plus de temps dans la LAH que dans la LNH, il rejoint les Blues de Saint-Louis, nouvelle franchise issue du repêchage d’expansion de la LNH qui passe de six à douze équipes. Il joue les quatre premières saisons de la franchise avant de raccrocher ses patins au cours de la saison 1970-1971. Il ne quitte pas pour autant le monde du hockey puisqu’il se retrouve derrière le banc de ces mêmes blues.
Au cours de sa carrière de joueur, il gagne à cinq reprises la Coupe Stanley : en 1954 avec les Red Wings, 1961 avec les Black Hawks, 1962, 1963 et 1964 avec les Maple Leafs. Il  gagne également la Coupe Calder avec les Americans de Rochester en 1965 et 1966. Il fait partie des joueurs et entraîneurs de l'histoire du hockey d'Amérique du Nord à avoir gagné les deux trophées.

### Statistiques

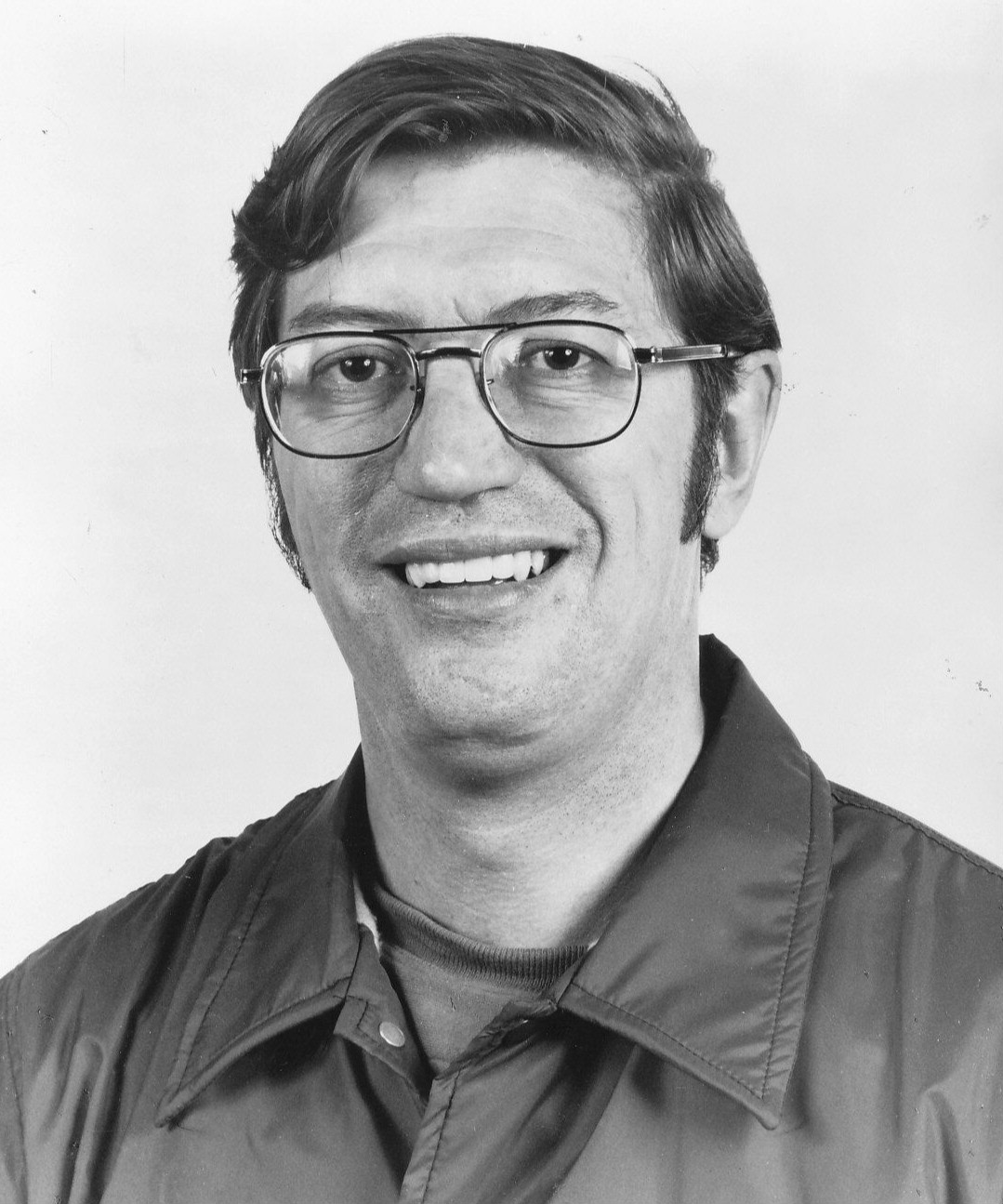
Al Arbour en 1977.

| Saison     | Équipe                 | Ligue      |     | Saison régulière | Saison régulière | Saison régulière | Saison régulière | Saison régulière |   | Séries éliminatoires | Séries éliminatoires | Séries éliminatoires | Séries éliminatoires | Séries éliminatoires |
| Saison     | Équipe                 | Ligue      | PJ  | B                | A                | Pts              | Pun              | PJ               | B | A                    | Pts                  | Pun                  |                      |                      |
| 1949-1950  | Hettche de Détroit     | LIH        | 33  | 14               | 8                | 22               | 10               |                  |   |                      |                      |                      |                      |                      |
| 1951-1952  | Spitfires de Windsor   | OHA        | 52  | 7                | 12               | 19               | 0                |                  |   |                      |                      |                      |                      |                      |
| 1952-1953  | Lions de Washington    | EHL        | 4   | 0                | 2                | 2                | 0                |                  |   |                      |                      |                      |                      |                      |
| 1952-1953  | Flyers d'Edmonton      | WHL        | 8   | 0                | 1                | 1                | 2                | 15               | 0 | 5                    | 5                    | 10                   |                      |                      |
| 1952-1953  | Spitfires de Windsor   | OHA        | 56  | 5                | 7                | 12               | 0                |                  |   |                      |                      |                      |                      |                      |
| 1953-1954  | Saints de Sherbrooke   | QHL        | 19  | 1                | 3                | 4                | 24               |                  |   |                      |                      |                      |                      |                      |
| 1953-1954  | Red Wings de Détroit   | LNH        | 36  | 0                | 1                | 1                | 18               |                  |   |                      |                      |                      |                      |                      |
| 1954-1955  | As de Québec           | LHQ        | 20  | 4                | 5                | 9                | 55               |                  |   |                      |                      |                      |                      |                      |
| 1954-1955  | Flyers d'Edmonton      | WHL        | 41  | 3                | 9                | 12               | 39               |                  |   |                      |                      |                      |                      |                      |
| 1955-1956  | Flyers d'Edmonton      | WHL        | 70  | 5                | 14               | 19               | 109              | 3                | 0 | 0                    | 0                    | 4                    |                      |                      |
| 1955-1956  | Red Wings de Détroit   | LNH        |     |                  |                  |                  |                  | 4                | 0 | 1                    | 1                    | 0                    |                      |                      |
| 1956-1957  | Flyers d'Edmonton      | WHL        | 24  | 2                | 3                | 5                | 24               |                  |   |                      |                      |                      |                      |                      |
| 1956-1957  | Red Wings de Détroit   | LNH        | 44  | 1                | 6                | 7                | 38               | 5                | 0 | 0                    | 0                    | 6                    |                      |                      |
| 1957-1958  | Red Wings de Détroit   | LNH        | 69  | 1                | 6                | 7                | 104              | 4                | 0 | 1                    | 1                    | 4                    |                      |                      |
| 1958-1959  | Black Hawks de Chicago | LNH        | 70  | 2                | 10               | 12               | 86               | 6                | 1 | 2                    | 3                    | 26                   |                      |                      |
| 1959-1960  | Black Hawks de Chicago | LNH        | 57  | 1                | 5                | 6                | 66               | 4                | 0 | 0                    | 0                    | 4                    |                      |                      |
| 1960-1961  | Black Hawks de Chicago | LNH        | 53  | 3                | 2                | 5                | 40               | 7                | 0 | 0                    | 0                    | 2                    |                      |                      |
| 1961-1962  | Maple Leafs de Toronto | LNH        | 52  | 1                | 5                | 6                | 68               | 8                | 0 | 0                    | 0                    | 6                    |                      |                      |
| 1962-1963  | Americans de Rochester | LAH        | 63  | 6                | 21               | 27               | 97               | 2                | 0 | 2                    | 2                    | 2                    |                      |                      |
| 1962-1963  | Maple Leafs de Toronto | LNH        | 4   | 1                | 0                | 1                | 4                |                  |   |                      |                      |                      |                      |                      |
| 1963-1964  | Americans de Rochester | LAH        | 60  | 3                | 19               | 22               | 62               | 2                | 1 | 0                    | 1                    | 0                    |                      |                      |
| 1963-1964  | Maple Leafs de Toronto | LNH        | 6   | 0                | 1                | 1                | 0                | 1                | 0 | 0                    | 0                    | 0                    |                      |                      |
| 1964-1965  | Americans de Rochester | LAH        | 71  | 1                | 16               | 17               | 88               | 10               | 0 | 1                    | 1                    | 16                   |                      |                      |
| 1964-1965  | Maple Leafs de Toronto | LNH        |     |                  |                  |                  |                  | 1                | 0 | 0                    | 0                    | 2                    |                      |                      |
| 1965-1966  | Americans de Rochester | LAH        | 59  | 2                | 11               | 13               | 86               |                  |   |                      |                      |                      |                      |                      |
| 1965-1966  | Maple Leafs de Toronto | LNH        | 4   | 0                | 1                | 1                | 2                |                  |   |                      |                      |                      |                      |                      |
| 1966-1967  | Americans de Rochester | LAH        | 71  | 3                | 19               | 22               | 48               | 13               | 0 | 1                    | 1                    | 16                   |                      |                      |
| 1967-1968  | Blues de Saint-Louis   | LNH        | 74  | 1                | 10               | 11               | 50               | 14               | 0 | 3                    | 3                    | 10                   |                      |                      |
| 1968-1969  | Blues de Saint-Louis   | LNH        | 67  | 1                | 6                | 7                | 50               | 12               | 0 | 0                    | 0                    | 10                   |                      |                      |
| 1969-1970  | Blues de Saint-Louis   | LNH        | 68  | 0                | 3                | 3                | 85               | 14               | 0 | 1                    | 1                    | 16                   |                      |                      |
| 1970-1971  | Blues de Saint-Louis   | LNH        | 22  | 0                | 2                | 2                | 6                | 6                | 0 | 0                    | 0                    | 6                    |                      |                      |
| Totaux LNH | Totaux LNH             | Totaux LNH | 626 | 12               | 58               | 70               | 617              | 86               | 1 | 8                    | 9                    | 92                   |                      |                      |

## Carrière d’entraîneur
Après deux saisons derrière le banc de Saint-Louis, il est recruté par le directeur général des Islanders de New York, Bill Torrey, qui cherche un entraîneur afin de diriger sa jeune équipe qui n’a gagné que douze matchs pour sa première saison.
La première leçon qu’Arbour apprend à son équipe est le jeu défensif. Même si l’équipe ne remporte que dix-neuf victoires, elle accorde tout de même une centaine de buts de moins par rapport à l’année précédente.
En 1975, les Islanders parviennent enfin à se hisser en séries éliminatoires. Ils jouent le premier tour des séries contre les rivaux de New York, les Rangers, qu'ils parviennent à battre en trois matchs. À la veille du quatrième match du second tour, les Islanders sont menés par trois matchs à zéro par les Penguins de Pittsburgh et Arbour prévient que le premier joueur de son équipe qui doute des chances de qualification de l’équipe ferait mieux de ranger ses affaires et de quitter le vestiaire. Le discours choc d’Arbour a l’effet escompté et les Penguins sont finalement écartés des séries au terme d’un septième match gagné sur le score d’un but à zéro.
Les adversaires suivant des Islanders sont les Flyers de Philadelphie, Flyers qui dominent également les trois premiers matchs avant de se faire rejoindre au score pour un septième match. Cette fois-ci, la chance tourne et les Flyers gagnent la série puis la Coupe Stanley. Cependant, cette saison est celle de la naissance d’une grande équipe des Islanders.
Au cours des quatre années qui suivent les Islanders menés par Arbour passent du stade de « petit-poucet » à celui de favoris mais sans pour autant parvenir à remporter la récompense ultime. En 1979, les Islanders finissent premier de la LNH et Arbour gagne le trophée Jack-Adams du meilleur entraîneur de la saison. Malgré tout, encore une fois, la Coupe échappe aux Islanders. Arbour prend alors conscience que le plus important n’est pas la saison régulière mais bel et bien les séries. Au cours de la saison suivante, les résultats des Islanders ne sont plus aussi bon et la presse locale commence à murmurer le nom de Herb Brooks en cas de licenciement d’Arbour. Cependant, à la suite de l’arrivée de Butch Goring en mars dans l’équipe, celle-ci finit la saison sur une série de douze matchs sans défaite, propulsant de la meilleure des manières possibles les Islanders et Arbour vers leur première Coupe Stanley.
Par la suite, l’entraîneur canadien mène son équipe à trois nouvelles Coupes Stanley consécutives, un record pour une équipe de hockey sur glace basée aux États-Unis. Il prend sa retraite après la saison 1985-1986 de la LNH et accepte un poste au sein de l’organisation des Islanders.
Cependant, la saison 1988-1989 de la LNH commence bien mal pour les Islanders et Terry Simpson, l’entraîneur en poste, est renvoyé au bout d’une trentaine de matchs. Arbour fait donc son retour derrière le banc de l’équipe pour tenter de redresser une équipe qui n’a plus le talent du début des années 1980, la majorité des vedettes des quatre Coupes ne faisant plus partie de l’effectif. Arbour ne parvient pas à empêcher son équipe de manquer les séries pour la première fois depuis quatorze saisons.
Arbour fait parler une dernière fois de son équipe en 1993 en éliminant les Penguins, double détenteur de la Coupe Stanley, en demi-finale de la association de l’Est. Sans la vedette Pierre Turgeon, personne ne donne les Islanders gagnant face à la meilleure équipe de la saison régulière menée par Mario Lemieux et Scotty Bowman sur le banc. Néanmoins, les Penguins s’inclinent au terme d’un septième match très disputé, par la marque de 4 à 3 en prolongation sur un but de David Volek. Les Islanders doivent malgré tout s'avouer vaincus en cinq parties lors de la finale de l'association de l'Est, contre les futurs champions de la coupe Stanley, les Canadiens de Montréal.
Après une dernière saison derrière le banc, Arbour met définitivement fin à sa carrière en 1994.

### Trophées et honneurs personnels
En tant qu’entraîneur des Islanders Arbour gagne au total 739 matchs et quatre Coupes Stanley. Le 25 janvier 1997, une cérémonie de commémoration de ces matchs a lieu dans l’antre des Islanders, le Nassau Veterans Memorial Coliseum, et une bannière frappée du chiffre 739 rejoint le toit de la patinoire.
Le 3 novembre 2007, il fait un retour derrière le banc le temps d'un match pour lui permettre de faire son 1500e match comme entraîneur dans la LNH contre les Penguins de Pittsburgh à Long Island. Cette permission est une initiative de Ted Nolan, l'entraîneur des Islanders. À 75 ans, il est l'entraîneur (le plus âgé dans l'histoire de la LNH) ayant dirigé le plus de matches et ayant accumulé le plus de victoires aux commandes d'une même équipe. Il remporte ce match 3-2 contre Pittsburgh. Sa 740e victoire à titre d'entraîneur dans la LNH.
Il fait partie du temple de la renommée des Islanders mais est également admis au Temple de la renommée du hockey en 1996.
En 1992, il reçoit, en compagnie d'Arthur Berglund (en) et de Louis Lamoriello, le trophée Lester-Patrick en l’honneur des services rendus à l’ensemble de la communauté du hockey aux États-Unis.

### Statistiques d’entraîneur
| Saison    | Équipe                | Ligue |    | PJ | V  | D  | N                                        |  | Séries éliminatoires |
| 1970-1971 | Blues de Saint-Louis  | LNH   | 50 | 21 | 15 | 14 | -                                        |  |                      |
| 1971-1972 | Blues de Saint-Louis  | LNH   | 44 | 19 | 19 | 6  | Défaite en demi-finale                   |  |                      |
| 1972-1973 | Blues de Saint-Louis  | LNH   | 13 | 2  | 6  | 5  | -                                        |  |                      |
| 1973-1974 | Islanders de New York | LNH   | 78 | 19 | 41 | 18 | -                                        |  |                      |
| 1974-1975 | Islanders de New York | LNH   | 80 | 33 | 25 | 22 | Défaite au tour préliminaire             |  |                      |
| 1975-1976 | Islanders de New York | LNH   | 80 | 42 | 21 | 17 | Défaite en demi-finale                   |  |                      |
| 1976-1977 | Islanders de New York | LNH   | 80 | 47 | 21 | 12 | Défaite en demi-finale                   |  |                      |
| 1977-1978 | Islanders de New York | LNH   | 80 | 48 | 17 | 15 | Défaite en quart de finale               |  |                      |
| 1978-1979 | Islanders de New York | LNH   | 80 | 51 | 15 | 14 | Défaite en finale                        |  |                      |
| 1979-1980 | Islanders de New York | LNH   | 80 | 39 | 28 | 13 | Vainqueurs                               |  |                      |
| 1980-1981 | Islanders de New York | LNH   | 80 | 48 | 18 | 14 | Vainqueurs                               |  |                      |
| 1981-1982 | Islanders de New York | LNH   | 80 | 54 | 16 | 10 | Vainqueurs                               |  |                      |
| 1982-1983 | Islanders de New York | LNH   | 80 | 42 | 26 | 12 | Vainqueurs                               |  |                      |
| 1983-1984 | Islanders de New York | LNH   | 80 | 50 | 26 | 4  | Défaite en finale                        |  |                      |
| 1984-1985 | Islanders de New York | LNH   | 80 | 40 | 34 | 6  | Défaite au second tour                   |  |                      |
| 1985-1986 | Islanders de New York | LNH   | 80 | 39 | 29 | 12 | -                                        |  |                      |
| 1988-1989 | Islanders de New York | LNH   | 53 | 21 | 29 | 3  | -                                        |  |                      |
| 1989-1990 | Islanders de New York | LNH   | 80 | 31 | 38 | 11 | Défaite en demi-finale de division       |  |                      |
| 1990-1991 | Islanders de New York | LNH   | 80 | 25 | 40 | 10 | -                                        |  |                      |
| 1991-1992 | Islanders de New York | LNH   | 80 | 34 | 35 | 11 | -                                        |  |                      |
| 1992-1993 | Islanders de New York | LNH   | 84 | 40 | 37 | 7  | Défaite en finale d'association          |  |                      |
| 1993-1994 | Islanders de New York | LNH   | 84 | 36 | 36 | 12 | Défaite en quart de finale d'association |  |                      |
| 2007-2008 | Islanders de New York | LNH   | 1  | 1  | 0  | 0  | -                                        |  |                      |